# Curlu
Curlu est une commune française située dans le département de la Somme en région Hauts-de-France.

## Géographie

### Nature du sol et du sous-sol
Le sol de la commune est d'origine aqueuse des ères secondaire, tertiaire et quaternaire. Il est riche en acide phosphorique. La couche de terre végétale est très peu épaisse.
Le sous-sol est de nature calcaire et dans sa partie nord, argileux. Dans les vallées, le sol est recouvert du limon des plateaux riche en gisement de phosphate de chaux, sable, bief et craie.

### Relief, paysage, végétation
Le paysage de la commune est composé de vallées, plateau et collines. Au nord-est on trouve des collines, au sud-ouest, une plaine, l'île de Frise. À l'extrême nord une vallée sèche et profonde, la vallée des Maures et aussi la vallée de la Somme, sur la rive droite, Curlu est presque au ras des marais, dominée de tous côtés par les hauteurs.

### Hydrographie

#### Réseau hydrographique
La commune est située dans le bassin Artois-Picardie. Elle est drainée par la rivière Somme , le fleuve la Somme et divers autres petits cours d'eau.
La Somme est un fleuve du nord de la France, en région Hauts-de-France, qui traverse les deux départements de l'Aisne et de la Somme. Il prend sa source dans la commune de Fonsomme et se jette  dans la Manche par la baie de Somme entre Le Crotoy et Saint-Valery-sur-Somme. Les caractéristiques hydrologiques de la Somme canalisée sont données par la station hydrologique située sur la commune. Le débit moyen mensuel est de 0,405 m3/s. Le débit moyen journalier maximum est de 3,38 m3/s, atteint lors de la crue du 16 mars 2014. Le débit instantané maximal est quant à lui de 6,63 m3/s, atteint le 13 novembre 2013.

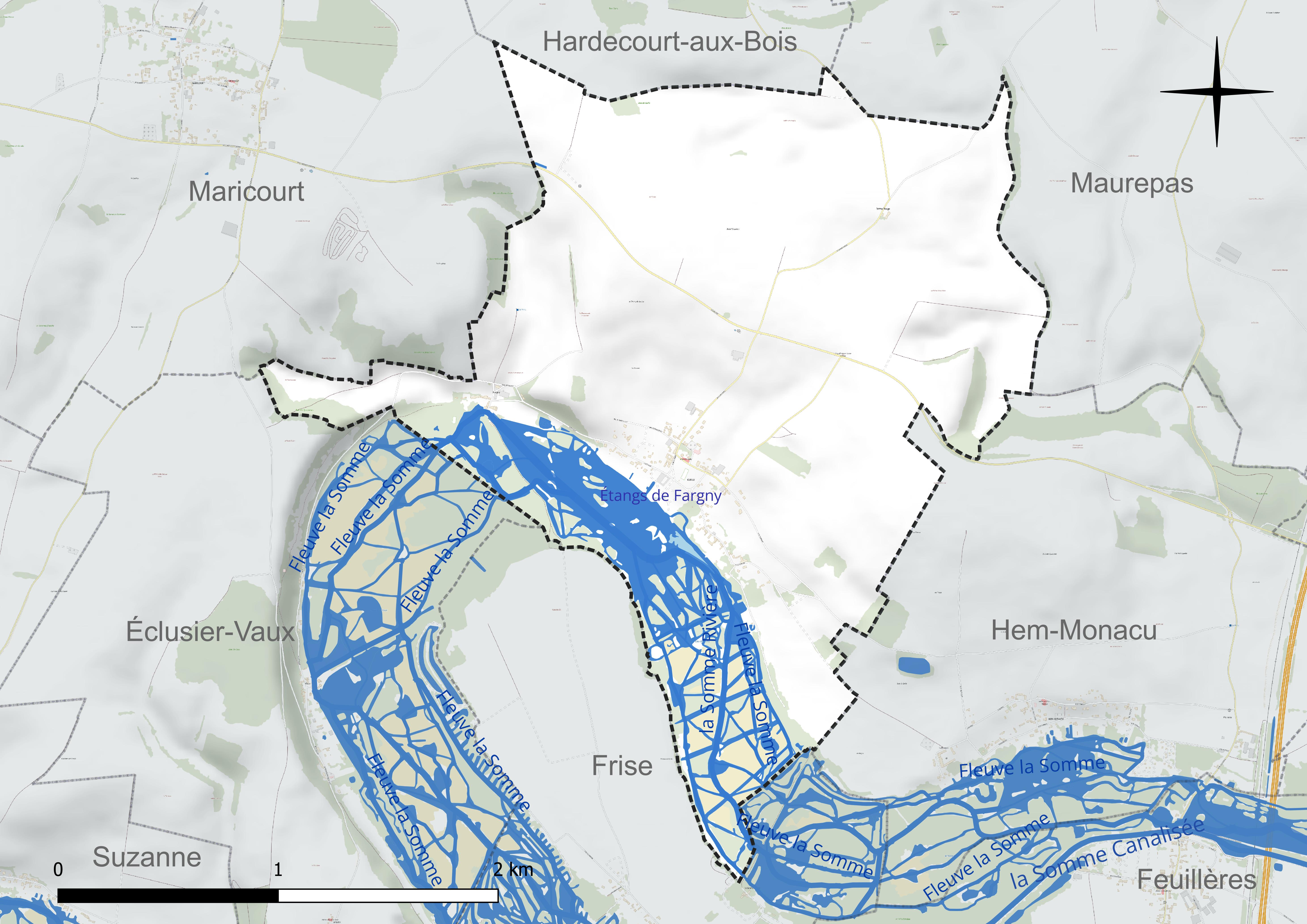
Réseau hydrographique de Curlu.

Un plan d'eau complète le réseau hydrographique : les étangs de Fargny (27 ha),.

#### Gestion et qualité des eaux
Le territoire communal est couvert par le schéma d'aménagement et de gestion des eaux (SAGE) « Haute Somme ». Ce document de planification concerne un territoire de 1 798 km2 de superficie, délimité par le bassin versant de la Haute Somme est constitué d'un réseau hydrographique complexe de cours d'eau, de marais, d'étangs et de canaux. Le périmètre a été arrêté le 21 avril 2006 et le SAGE proprement dit a été approuvé le 15 juin 2017. La structure porteuse de l'élaboration et de la mise en œuvre est le syndicat mixte d'aménagement hydraulique du bassin versant de la Somme (AMEVA).
La qualité des cours d'eau peut être consultée sur un site dédié géré par les agences de l'eau et l'Agence française pour la biodiversité.

### Climat
Pour des articles plus généraux, voir Climat des Hauts-de-France et Climat de la Somme.
En 2010, le climat de la commune est de type climat océanique dégradé des plaines du Centre et du Nord, selon une étude du CNRS s'appuyant sur une série de données couvrant la période 1971-2000. En 2020, Météo-France publie une typologie des climats de la France métropolitaine dans laquelle la commune est exposée à un climat océanique et est dans la région climatique Nord-est du bassin Parisien, caractérisée par un ensoleillement médiocre, une pluviométrie moyenne régulièrement répartie au cours de l'année et un hiver froid (3 °C).
Pour la période 1971-2000, la température annuelle moyenne est de 10,4 °C, avec une amplitude thermique annuelle de 14,3 °C. Le cumul annuel moyen de précipitations est de 752 mm, avec 12,5 jours de précipitations en janvier et 8,4 jours en juillet. Pour la période 1991-2020, la température moyenne annuelle observée sur la station météorologique la plus proche, située sur la commune de Méaulte à 11 km à vol d'oiseau, est de 10,7 °C et le cumul annuel moyen de précipitations est de 730,3 mm,. Pour l'avenir, les paramètres climatiques de la commune estimés pour 2050 selon différents scénarios d'émission de gaz à effet de serre sont consultables sur un site dédié publié par Météo-France en novembre 2022.

#### Lieux-dits et écarts
Le recensement de 1896 nous donne la situation démographique des hameaux  avant les destructions de la Première Guerre mondiale :
- Fargny, 13 habitants ;
- les Fosses, 5 hab. ;
- la Ferme rouge, 4 hab. ;
- la Cantine Lambert, 12 hab. ;
- la Chapelle, 4 hab.

## Urbanisme

### Typologie
Au 1er janvier 2024, Curlu est catégorisée commune rurale à habitat dispersé, selon la nouvelle grille communale de densité à sept niveaux définie par l'Insee en 2022.
Elle est située hors unité urbaine et hors attraction des villes,.

### Occupation des sols
L'occupation des sols de la commune, telle qu'elle ressort de la base de données européenne d'occupation biophysique des sols Corine Land Cover (CLC), est marquée par l'importance des territoires agricoles (81,9 % en 2018), une proportion identique à celle de 1990 (81,9 %). La répartition détaillée en 2018 est la suivante : 
terres arables (74,7 %), zones humides intérieures (8,8 %), eaux continentales (8,2 %), zones agricoles hétérogènes (7,2 %), forêts (1 %). L'évolution de l'occupation des sols de la commune et de ses infrastructures peut être observée sur les différentes représentations cartographiques du territoire : la carte de Cassini (XVIIIe siècle), la carte d'état-major (1820-1866) et les cartes ou photos aériennes de l'IGN pour la période actuelle (1950 à aujourd'hui).

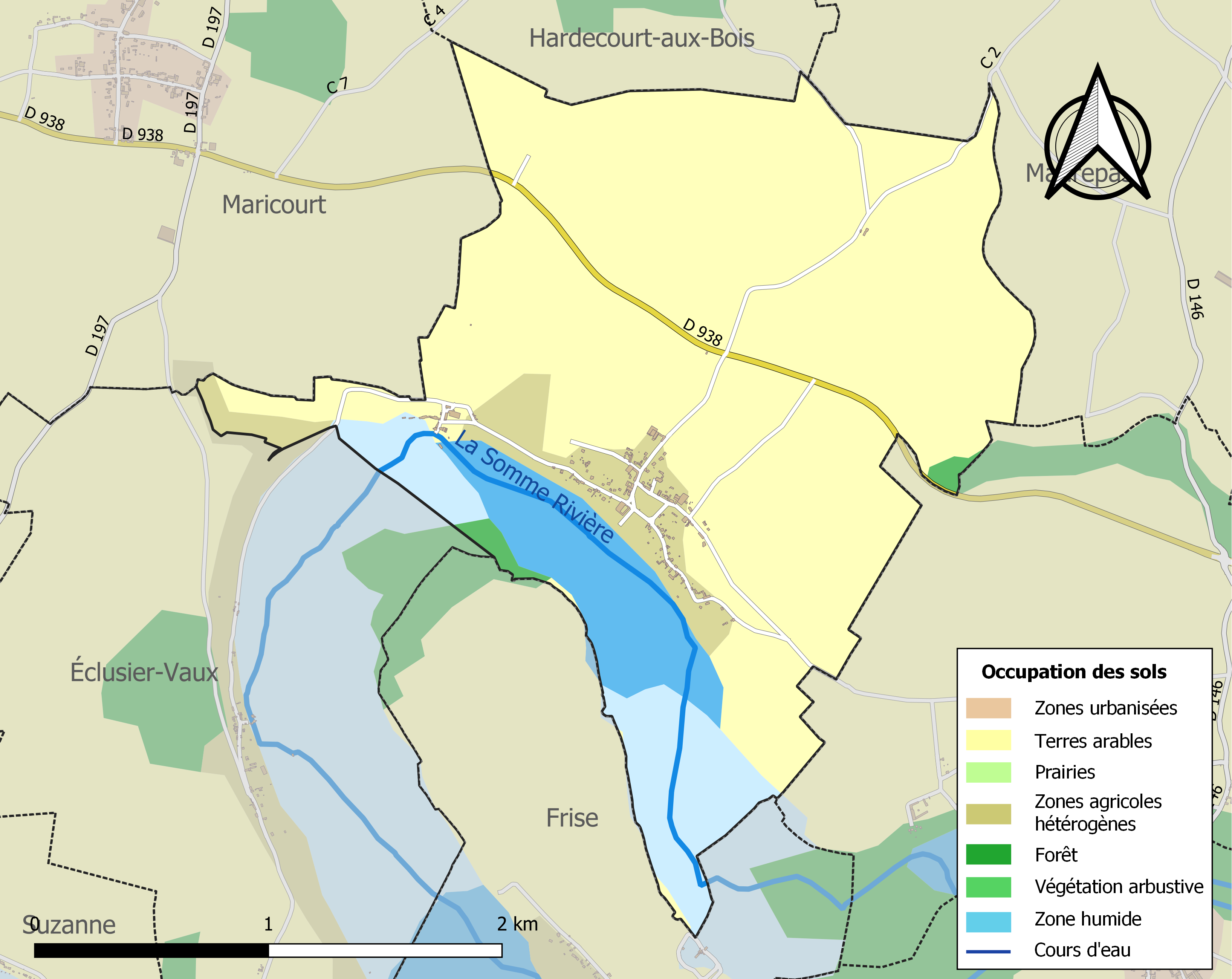
Carte des infrastructures et de l'occupation des sols de la commune en 2018 (CLC).

### Habitat
La commune possède un habitat groupé avec plusieurs écarts.

## Toponymie

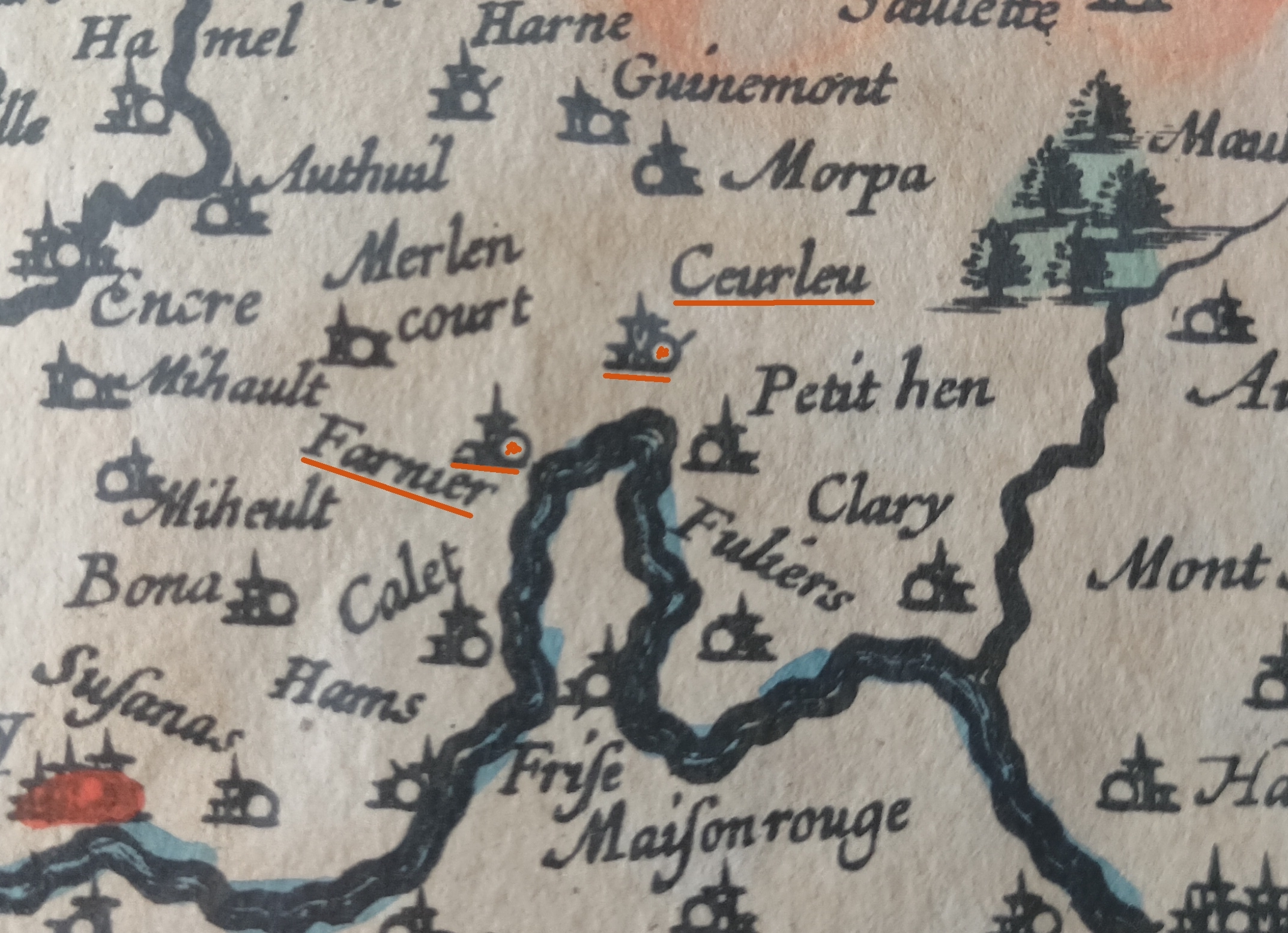
Sur une carte de la Picardie de 1620, Curlu se nommait Ceurleu et le hameau de Fargny, Farnier.

Le nom de la localité est attesté sous les formes Corlu en 1090 ; Curvus locus en 1104 ; Curlu en 1155 ; Corliu en 1160 ; Cuerlu en 1190 ; Cherlus en 1198 ; Querlu en 1202 ; Quellu en 1241 ; Ceurleu en 1579 ; Courleu en 1657 ; Curli en 1710 ; Cæurlu en 1753.
Plusieurs hypothèses sont recensées :
- Cuerlu en 1189-90, correspondant au nom du maître du lieu : Cuer.
- Cuer lu : cœur du loup.
- Quellu en 1241, c'est-à-dire : « Quel lieu ! » , cri de surprise des religieux de l'abbaye Saint-Nicolas d'Arrouaise.

Ce toponyme provient de l'agglutination des mots latins curvus et locus qui signifie : l'endroit situé à la courbe du fleuve, Curlu étant située dans un méandre de la Somme.

## Histoire

### Antiquité
Des armes et des monnaies gallo-romaines ont été trouvées sur le territoire communal.
Sous l'empereur Probus, des vignes ont été plantées. Elles ont été supprimées au XVIIIe siècle.

### Moyen Âge
En 1151, Mathieu de Ham attribue la terre de Curlu et Fargnier à Fulbert, abbé d'Arrouaise. Ce dernier y établit un prieuré de plusieurs moines et de serfs  pour défricher et mettre en culture. L'église construite ensuite est dédiée à saint Nicolas.
En 1180, Gautier, abbé d'Arrouaise affranchit les serfs des deux villages.
Curlu devint alors une commune (Moyen Âge), au sens médiéval, avec maire et échevins.

### Époque contemporaine

#### XIXesiècle
En 1814-1815 la commune souffrit des invasions étrangères.
En 1870-1871, pendant la guerre franco-allemande de 1870, la commune occupée par les Prussiens subit des réquisitions en argent et en nature.
En 1899, une voie de chemin de fer Decauville de 60 cm de large relie l'usine avec les trois carrières du gisement de phosphate de chaux. Une brasserie est exploitée dans la commune.

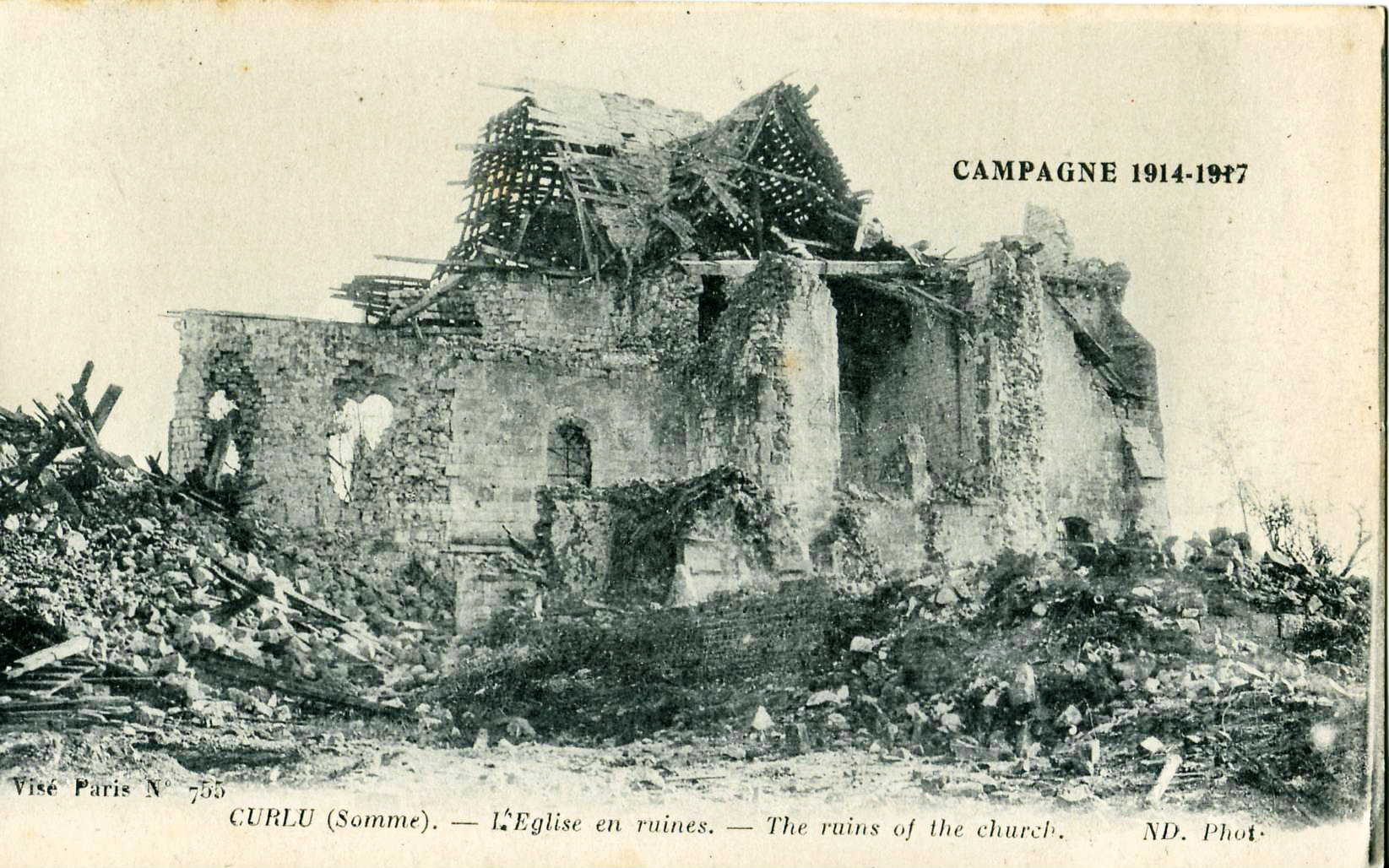
Ruines de l'église, après la bataille de la Somme (1916).

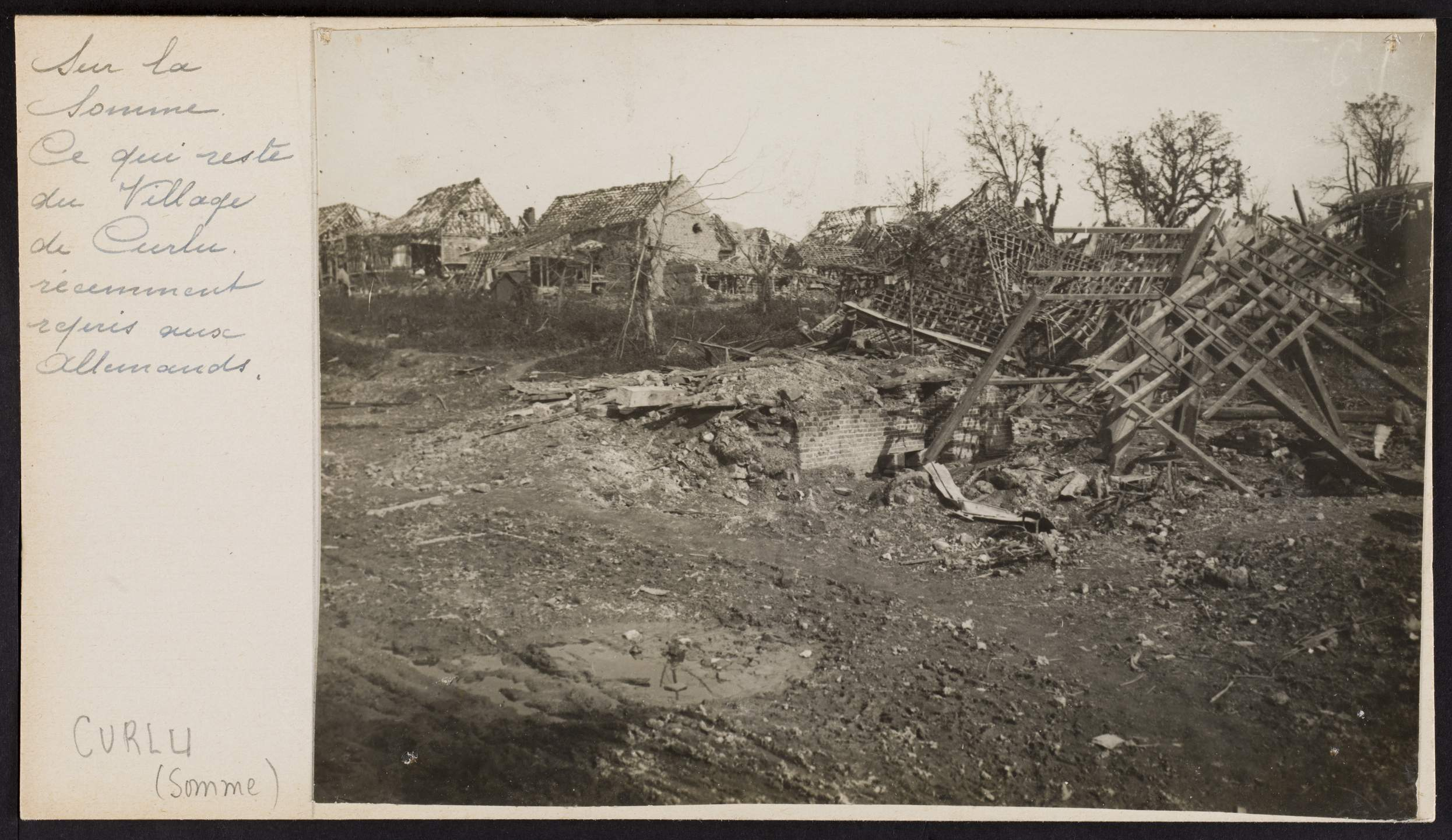
Sur la Somme. Ce qui reste du village de Curlu récemment repris aux Allemands.

#### Première Guerre mondiale
Le peintre officiel aux armées françaises : François Flameng a réalisé de nombreux croquis et dessins des combats qui eurent lieu à Curlu pendant la Première Guerre mondiale et qui parurent dans la revue l'Illustration.
Curlu est occupé par l'armée allemande dès le début de la guerre, le 27 août 1914,.
Le village fut libéré de l'occupation allemande le 1er juillet 1916, premier jour de la bataille de la Somme, après 21 mois d'occupation, de privations et de réquisitions. En une demi-heure de déluge de feu, le village devint un « amas de maisons »,,,. La 11e division d'infanterie perdit 250 soldats le jour même dans la commune.
Le village est considéré comme totalement détruit à la fin de la guerre, et a  été décoré de la Croix de guerre 1914-1918, le 27 octobre 1920.
Le village est reconstruit pendant l'entre-deux-guerres.

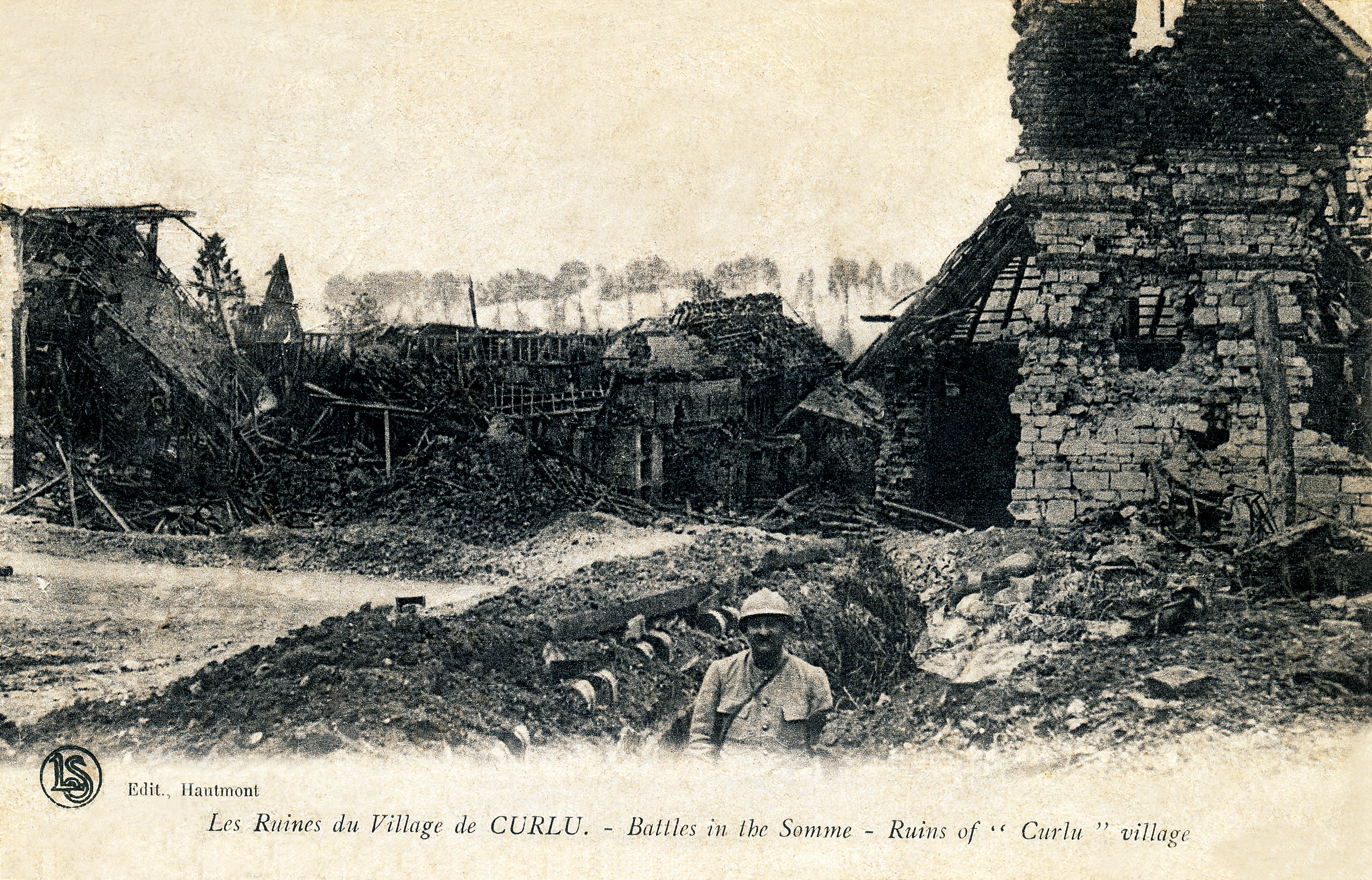
Les ruines du village lors de la bataille de la Somme

## Politique et administration

### Rattachements administratifs et électoraux
Rattachements administratifs
La commune se trouve dans l'arrondissement de Péronne du département de la Somme.
Elle faisait partie depuis 1793 du canton de Combles. Dans le cadre du redécoupage cantonal de 2014 en France, cette circonscription territoriale administrative a disparu, et le canton n'est plus qu'une circonscription électorale.
Rattachements électoraux
Pour les élections départementales, la commune fait partie depuis 2014 du canton d'Albert
Pour l'élection des députés, elle fait partie de la cinquième circonscription de la Somme.

### Intercommunalité
La commune est membre de la communauté de communes du Pays du Coquelicot, qui est un établissement public de coopération intercommunale (EPCI) à fiscalité propre créée fin 2001.

### Liste des maires
| Période                                  | Période                   | Identité        | Étiquette | Qualité |
| ---------------------------------------- | ------------------------- | --------------- | --------- | ------- |
| Les données manquantes sont à compléter. |                           |                 |           |         |
| mars 2001                                | 2008                      | Roland Senez    | UMP       |         |
| mars 2008                                | 2014                      | Maurice Caudron |           |         |
| 2014                                     | mai 2020                  | Daniel Cresset  |           |         |
| mai 2020                                 | En cours (au 24 mai 2020) | Patrick Senez   |           |         |

## Démographie
L'évolution du nombre d'habitants est connue à travers les recensements de la population effectués dans la commune depuis 1793. Pour les communes de moins de 10 000 habitants, une enquête de recensement portant sur toute la population est réalisée tous les cinq ans, les populations de référence des années intermédiaires étant quant à elles estimées par interpolation ou extrapolation. Pour la commune, le premier recensement exhaustif entrant dans le cadre du nouveau dispositif a été réalisé en 2007.

En 2022, la commune comptait 159 habitants, en stagnation par rapport à 2016 (Somme : −1,26 %, France hors Mayotte : +2,11 %).
| 1793 | 1800 | 1806 | 1821 | 1831 | 1836 | 1841 | 1846 | 1851 |
| ---- | ---- | ---- | ---- | ---- | ---- | ---- | ---- | ---- |
| 361  | 297  | 366  | 450  | 454  | 475  | 477  | 435  | 414  |

| 1856 | 1861 | 1866 | 1872 | 1876 | 1881 | 1886 | 1891 | 1896 |
| ---- | ---- | ---- | ---- | ---- | ---- | ---- | ---- | ---- |
| 396  | 392  | 388  | 362  | 337  | 332  | 329  | 352  | 445  |

| 1901 | 1906 | 1911 | 1921 | 1926 | 1931 | 1936 | 1946 | 1954 |
| ---- | ---- | ---- | ---- | ---- | ---- | ---- | ---- | ---- |
| 425  | 400  | 384  | 140  | 175  | 178  | 146  | 160  | 152  |

| 1962 | 1968 | 1975 | 1982 | 1990 | 1999 | 2006 | 2007 | 2012 |
| ---- | ---- | ---- | ---- | ---- | ---- | ---- | ---- | ---- |
| 130  | 104  | 112  | 118  | 117  | 111  | 134  | 137  | 138  |

| 2017 | 2022 | - | - | - | - | - | - | - |
| ---- | ---- | - | - | - | - | - | - | - |
| 168  | 159  | - | - | - | - | - | - | - |

## Économie

### Activités économiques et de services
L'activité économique de la commune reste l'agriculture.

## Culture locale et patrimoine

### Lieux et monuments
- Église Saint-Nicolas[39] : détruite pendant la Première Guerre mondiale[40],[41],[42], l'église reconstruite durant l'entre-deux-guerres, a gardé des fonts baptismaux du XIIIe siècle[43],[44], classés monument historique en 1906
Le chemin de croix en terre cuite, réalisé par Gérard Ansart a été inscrit au titre d"objet, monument historique, le 10 août 1996[45].

- Chapelle datant de 1140, Charles VI y fit ses dévotions avant de battre les Bourguignons en 1414[46].
- Monument aux morts édifié en 1923. Pyramide en granit gris de Bretagne, surmontée d'une Croix de guerre et ornée d'une palme[47],[24].

- Source de la l'irette près des étangs.
- Le chemin des automitrailleuses est une randonnée de 10 km entre marais, étangs et vallée de la Somme, au départ de Curlu.

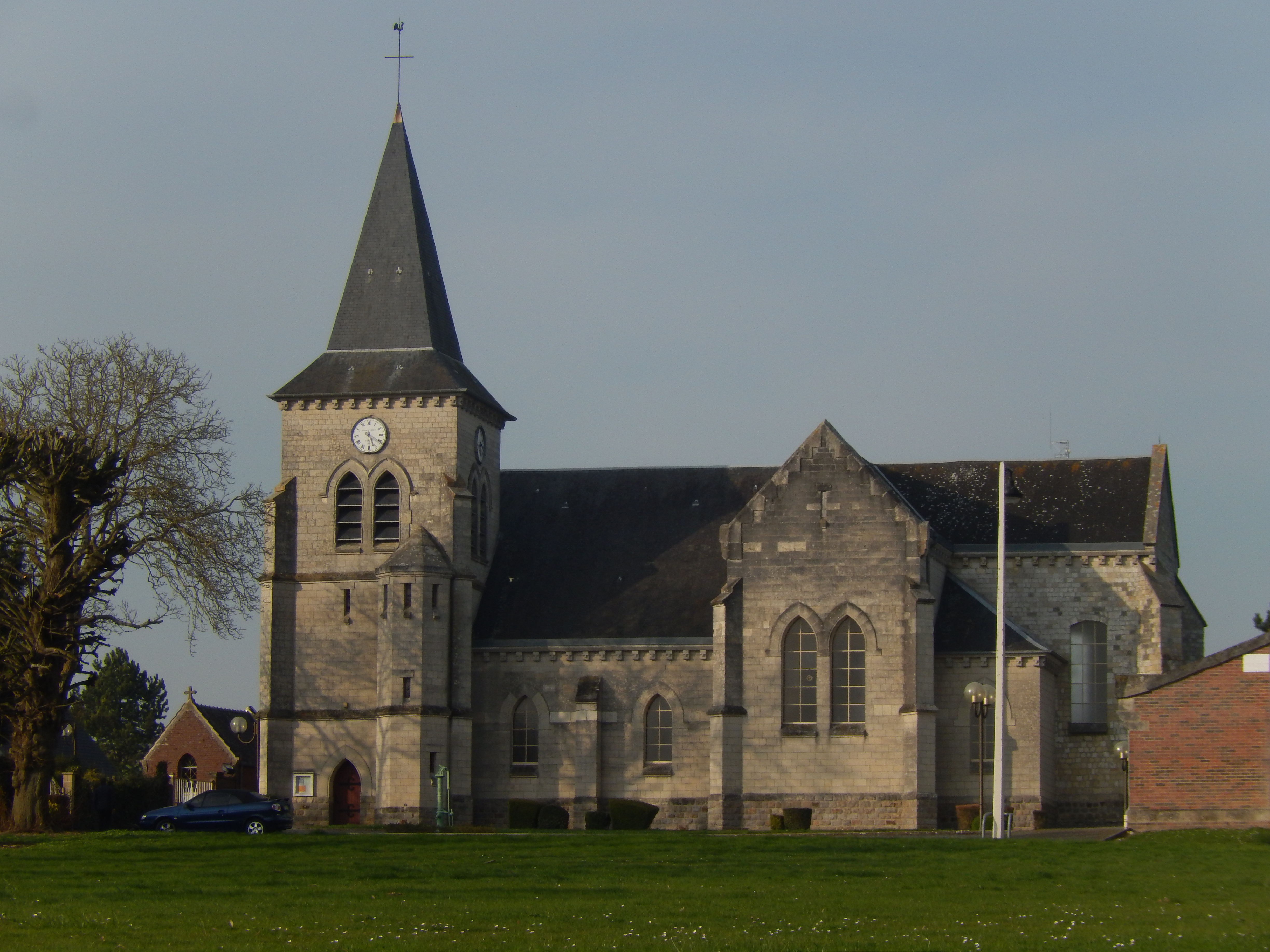
Église Saint-Nicolas en 2017.
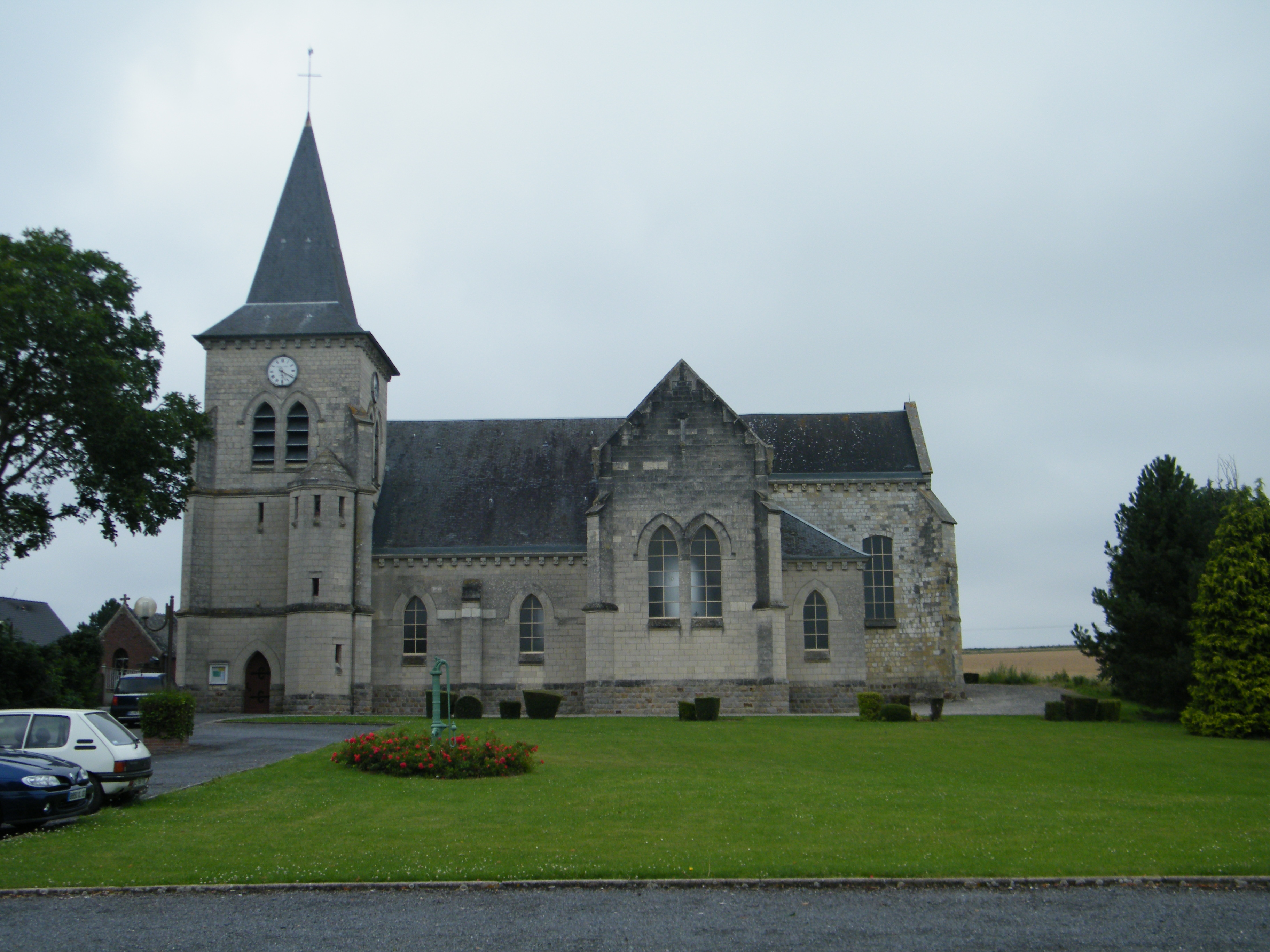
Église Saint-Nicolas en 2014.
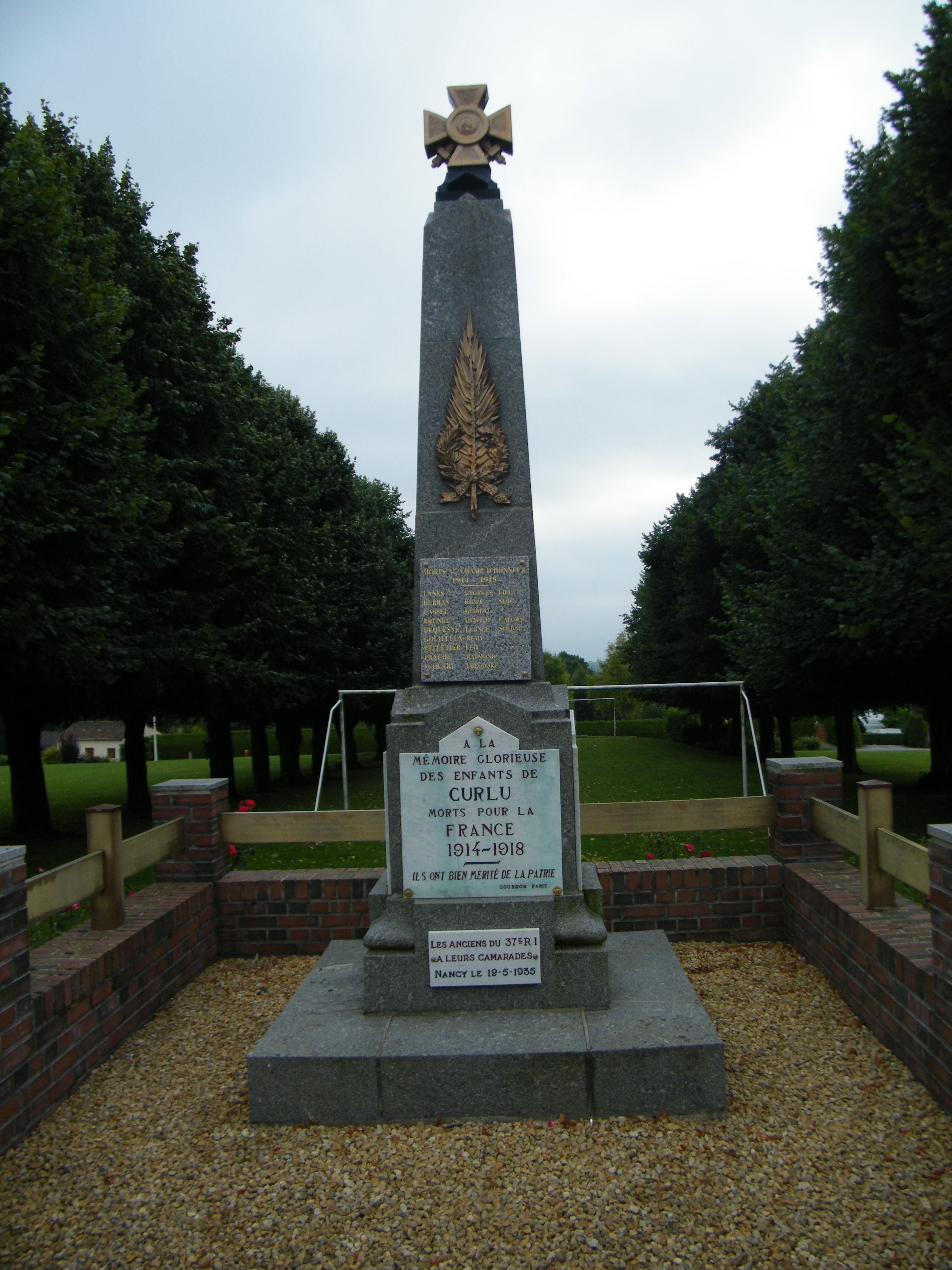
Hommage aux soldats morts.
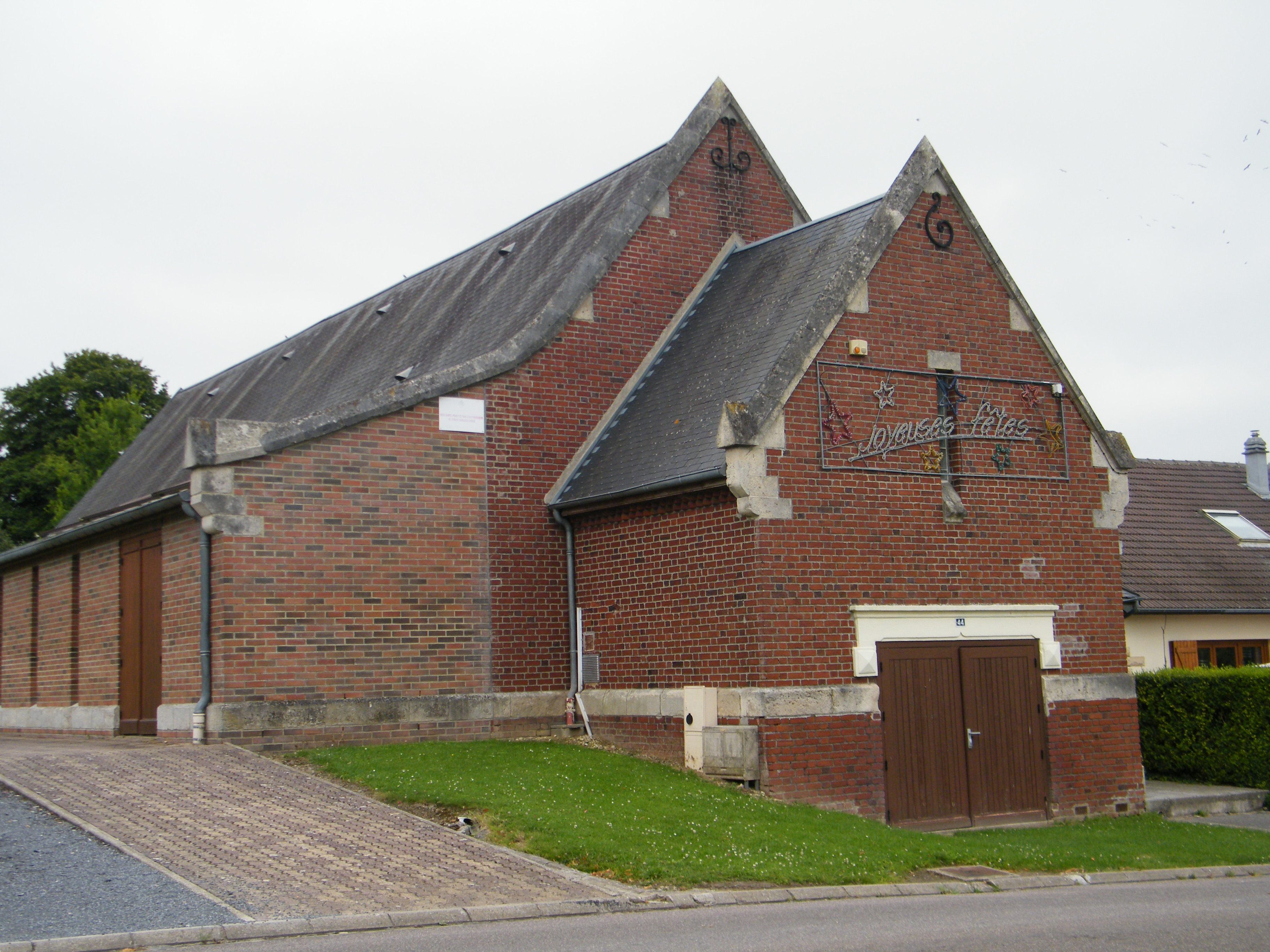
Salle communale.
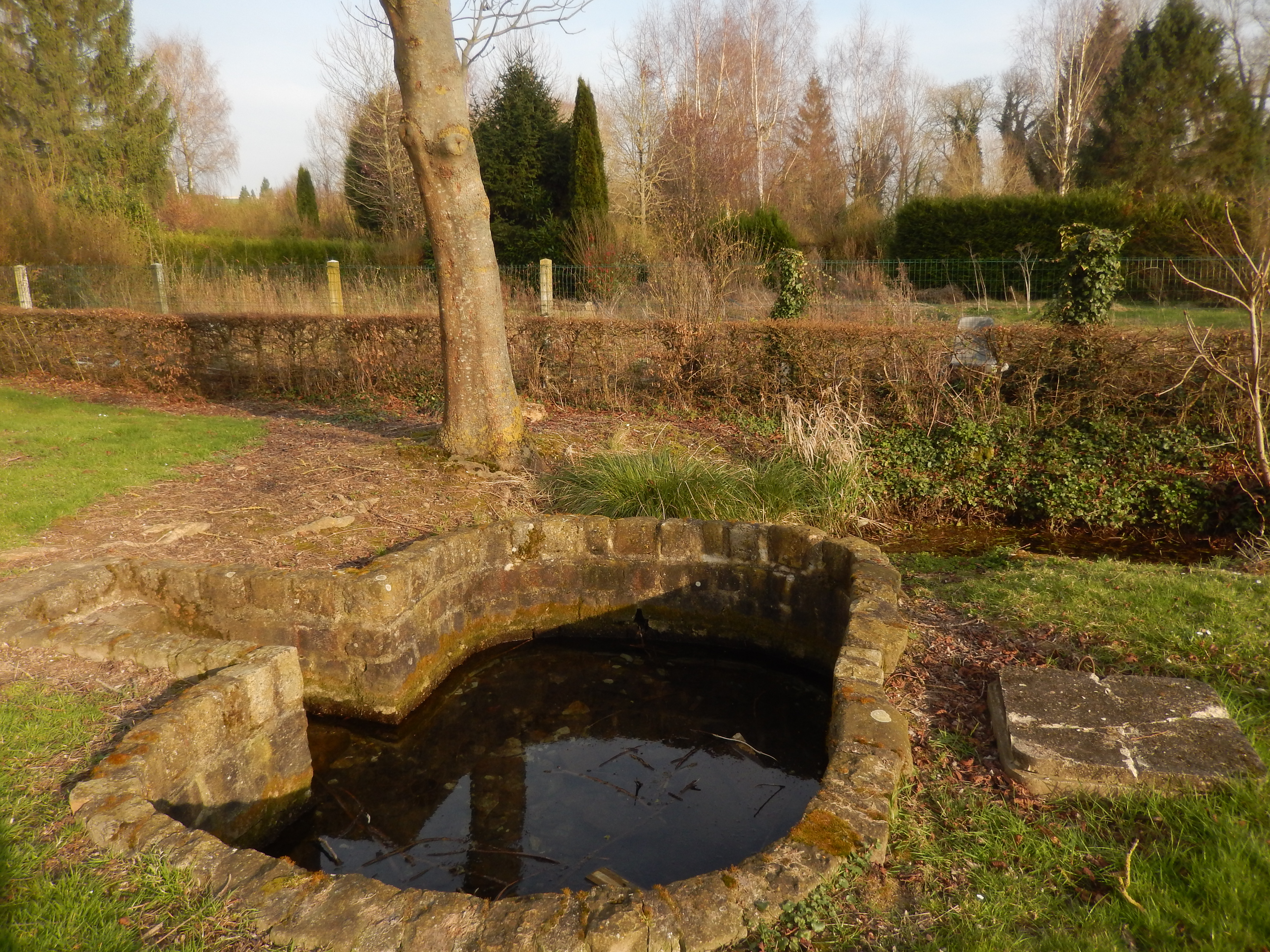
Source de la l'irette en face de la place près des étangs.

### Personnalités liées à la commune

#### La seigneurie de Curlu
- En 1415, Oudart de Renty, seigneur de Curlu, combat et trouve la mort à la bataille d'Azincourt en 1415[48].
- Antoinette de Curlu et Antoine de Haynin de Warlaing :

Antoine, premier-fils de Colard de Haynin (aussi de Hennin) et de sa seconde épouse Cornélie d'Avesnes, brise ses armes « d'une hure (de sanglier) de sable au 1er canton, défendue et allumée d'argent ».
Il épouse le 29/10/1506 Antoinette de Curlu, fille de Jacques et de Jeanne de Saint-Hilaire.
Antoine est seigneur et marquis de Quérénaing ; il décède à Cambrai le 14 juillet 1551 et est « dit enterré à Saint Géry » (...où il a épitaphe et armoiries).
S'il y a eu polémiques dans les documents anciens, il est désormais possible de trancher définitivement ici avec :
- les titres de la Maison de Haynin de Barat,
- un document des archives départementales du Nord,
- l'« Épitaphier de Valenciennes et environs ».
Ces trois documents citent bien l'épitaphe ne le situant pas à Saint Géry mais à Saint Georges, deux églises de Cambrai :
« en l'église de Saint Georges à Cambrai…  Tableau de l'Ascension au-dessus de l'arcade du bas côté septentrional… chi devant ce pilier gist le corps de feu Antoine de hennin, escuyer qui trespassa le XIIII du mois de juing A° XVXLII et de damoiselle Anthoinette de Curlu sa femme le dernier jour an XVC et  XXX priez pour leurs âmes »
« le volet de la droite représente Anthoine de Haynin et derrière lui ses fils au nombre de six. Son escu est d'or à la croix engrêlée de gueules brisé d'une hure de sable à dextre, timbré d'un casque, cimier : une hure de sable au milieu d'un vol d'or ; le volet de gauche, Anthoinette de Curlu et ses cinq filles, son escu est un losange parti de celui de son mari et le deuxième d'azur au chef d'or »
La Sentence de l'Élection d'Artois (1609) a permis de dresser avec précision la descendance d'Antoine et d'Antoinette soit dix des onze enfants, d'établir que l'enfant manquant est une fille et de la supposer probablement morte jeune :
1. Cornélie,
2. Claude époux a) Catherine l'Aoust, b) Julie Préau,
3. Adrien, conseiller de Cambrai, époux de Marie de Franqueville,
4. Antoinette, épouse de Charles de Landas,
5. Antoine ,
6. Henri, dont les seigneurs de Haynin de Warlaing,
7. Simon, dit Parent, époux d'Antoinette Gamin,
8. Marie, épouse de Pierre Gamin,
9. Isabelle, épouse de Claude Brillet,
10. Jean, époux de Françoise Roisel.

L'ascendance, jusque un peu avant l'an 1000, et la descendance de ces époux à nos jours, sont consultables sur un forum .
Antoinette de Curlu est décédée le 30 septembre 1530.
- Antoine de la Baume Pluvinel, soldat du 11e bataillon des chasseurs alpins tombé à Curlu le 17 juillet 1916 à 18 ans[50].